# Mousa Shanan Zayed
Mousa Shanan Zayed (* 9. März 1994 in Doha) ist ein katarischer Tennisspieler.

## Karriere
Mousa Shanan Zayed spielt hauptsächlich auf der ATP Challenger Tour und der ITF Future Tour. Sein Debüt auf der ATP World Tour gab er im Januar 2013 bei den Qatar ExxonMobil Open in Doha, wo er in der Einzelkonkurrenz eine Wildcard erhielt und in der ersten Runde des Hauptfeldes gegen Gaël Monfils antrat. Er verlor die Partie in zwei Sätzen mit 0:6, 3:6. Im Doppel dieses Turniers spielte er an der Seite von Abdulrahman Al Harib in der 1. Hauptrunde gegen Fabio Fognini und David Marrero, wobei sie die Partie mit 1:6 und 1:6 verloren. Im darauffolgenden Jahr verlor Zayed bei den Qatar ExxonMobil Open in der 1. Hauptrunde mit 0:6, 0:6 gegen Andy Murray und in der Doppelkonkurrenz an der Seite von Malek Jaziri gegen Alexander Peya und Bruno Soares mit 1:6 und 4:6. Mubarak Shannan Zayid, sein Bruder, ist ebenfalls Tennisspieler.
Mousa Shanan Zayed spielt seit 2008 für die katarische Davis-Cup-Mannschaft. Für diese trat er in 32 Begegnungen an, wobei er im Einzel eine Bilanz von 11:10 und im Doppel eine von 13:16 aufzuweisen hat.